# Театральные известия
«Театральные известия» — театральная, музыкальная и литературно-художественная газета, выходила с сентября 1894 по март 1905, в Москве.
В составе издателей и редакторов были: О. И. Петрович, А. А. Петрович, Я. А. Давыдов, А. П. Волков.
В постоянном отделе «Театры и зрелища» регулярно публиковались программы всех театров.
В 1894—1902 «Театральные известия» издавались при ближайшем участии А. В. Амфитеатрова, Т. Л. Щепкиной-Куперник и других известных журналистов и театральных критиков.
Начиная с 1903 газета ограничивалась справочными материалами исключительно о московских театрах, а также театральными и коммерческими объявлениями.